# Stefanos av Aten
Stefanos av Aten, även Stefanos av Alexandria. Bysantinsk filosof och astrolog på 600-talet som sammanställde och kommenterade dåtidens vetande inom medicin (främst i form av en Galenos-kommentar), astronomi, astrologi och alkemi. Hans alkemiska texter översattes till latin av Pizimentius och publicerades i Padua 1573 med titeln Democriti Abderitae de Arte Magna. Den grekiska texten finns i den andra volymen av Idelers Physici et Medici Graeci Minores.